# Pholioxenus mesopotamicus
Pholioxenus mesopotamicus är en skalbaggsart som beskrevs av Olexa 1984. Pholioxenus mesopotamicus ingår i släktet Pholioxenus och familjen stumpbaggar. Inga underarter finns listade i Catalogue of Life.